# Boris Lwowitsch Wassiljew
Boris Lwowitsch Wassiljew (russisch Борис Львович Васильев; * 21. Mai 1924 in Smolensk; † 11. März 2013 in Moskau) war ein sowjetischer bzw. russischer Schriftsteller.

## Leben
Kurz vor dem deutschen Angriff auf die Sowjetunion am 22. Juni 1941 machte Wassiljew sein Abitur und diente anschließend bis 1954 in der Roten Armee. Vom 8. Juli 1941 bis zum Kriegsende war er im Fronteinsatz. Anschließend schrieb er Theaterstücke, Romane und Erzählungen. Ein zentrales Thema vieler seiner Werke ist der Zweite Weltkrieg. Seine im Jahre 1969 erschienene und 1972 verfilmte erste Erzählung Im Morgengrauen ist es noch still begründete seinen schriftstellerischen Ruhm. Die Erzählung handelt von fünf jungen Soldatinnen, die im Kampf gegen eine im Hinterland operierende deutsche Spezialeinheit getötet werden. Der Erzählung liegt wahrscheinlich ein Kriegserlebnis Wassiljews zugrunde, bei dem er zwei von deutschen Soldaten ermordete Mädchen fand. 1970 erschienen der Roman Iwans Kutter und die Erzählung Der allerletzte Tag, 1973 folgte der Roman Schießt nicht auf weiße Schwäne. Die 1974 erschienene Erzählung In den Listen nicht erfaßt handelt vom Kampf um die Brester Festung.

## Werke
- Танкисты. [Офицеры] (1954)
- Стучите и откроется. (1955)
- Иванов катер. (1957)
- Очередной рейс. (1958)
- Длинный день. (1960)
- А зори здесь тихие. (1969)
- Самый последний день. (1970)
- Не стреляйте в белых лебедей. (1973)
- Stille Dämmerstunden. Berlin, 1973
- В списках не значился. (1974)
- Im Morgengrauen ist es noch still. Novelle. Berlin, 1974
- Ветеран. (1976)
- In den Listen nicht erfaßt. Berlin, 1976
- Schießt nicht auf weiße Schwäne. Roman. Berlin, 1976
- Были и небыли. (1977–1980)
- Встречный бой. (1979)
- Великолепная шестерка. (1980)
- Der Gegenangriff. Berlin, 1981
- Летят мои кони. (1982)
- Вы чье, старичье? (1982)
- Die Wege der Oleksins. Historischer Roman. Berlin, 1983
- Завтра была война. (1984)
- Неопалимая купина. (1986)
- И был вечер, и было утро. (1987)
- Morgen war Krieg. Bericht aus der Jugend in 2 Teilen. Berlin, 1987
- Вам привет от бабы Леры... (1988)
- Дом, который построил Дед. (1991)
- Вещий Олег. (1996)
- Утоли моя печали. (1997)
- Князь Ярослав и его сыновья. (1997)
- Картежник и бретер, игрок и дуэлянт: Записки прапрадеда. (1998)

## Filmografie
- 1958: Nachts auf der Landstraße (Otscherednoi rejs)
- 1964: Spur im Ozean (Sled w okeane)
- 1970: Im Morgengrauen ist es noch still - TV Leningrad
- 1971: Offiziere (Ofizery)
- 1972: Im Morgengrauen ist es noch still
- 1973: Sein allerletzter Tag (Samy posledni den)
- 1977: Der Krieg ist kein Abzählspiel (Aty-baty, schli soldaty)
- 1986: Der Angeklagte (Podsudimy)
- 1987: … und morgen war Krieg (Sawtra byla woina)
- 2005: Im Morgengrauen ist es noch stil - TV China/Russia